# Tatort: Verblendung
Verblendung ist ein Fernsehfilm aus der Krimireihe Tatort. Der vom Südwestrundfunk produzierte Beitrag ist die 1290. Tatort-Episode und wurde am 19. Januar 2025 im SRF, im ORF und im Ersten ausgestrahlt. Das Stuttgarter Ermittlerduo Lannert und Bootz ermittelt in seinem 34. Fall.

## Handlung
Zwei bewaffnete Rechtsextremisten, der arbeitslose Steffen Nippert und die ehemalige Gebirgsjägerin Karin Urbanski, nehmen Gäste einer Stuttgarter Filmpremiere als Geiseln. Unter denen befinden sich Kriminalhauptkommissar Sebastian Bootz und der Polizeipräsident.
Bei einem Schusswechsel wird ein Filmbesucher getötet und Nippert schwer verletzt. Über das Handy von Bootz nimmt die Geiselnehmerin Kontakt mit Lannert auf, der sich in einer schnell eingerichteten Einsatzzentrale gemeldet hat. Sie zeigt sich gut informiert über die Polizeitaktik in solchen Situationen. Um sich gegen einen SEK-Einsatz zu wappnen, hat sie den Eingang zum Kino mit einer Sprengstofffalle versperrt. Die Geiselnehmerin behauptet, inhaftierte Freiheitskämpfer seien im Gefängnis ermordet worden, und fordert die Freilassung von Terroristen. Eine Liste mit den Namen der angeblich Getöteten wurde auf einem Rechner der Polizei platziert.
Um ihre Entschlossenheit zu demonstrieren, erschießt die Terroristin den Polizeipräsidenten, nach einer halben Stunde auch einen anwesenden Arzt, der versucht hatte, sich mit Urbanski gut zu stellen.
Der Gerichtsmediziner Dr. Vogt stellt unterdessen Auffälligkeiten beim Tod des an den Folgen einer Erdnuss-Allergie umgekommenen rechtsextremen Thorben Jung fest. Er hatte an einem Aussteigerprogramm teilgenommen. Auf alten Videoaufnahmen entdeckt Lannert, dass der rechtsextreme Häftling Loman Krewitz Thorben Jung im allergischen Schock noch K.-o.-Tropfen zugeführt hatte. So wurde Jung zum Märtyrer des rechtsextremen Kampfes und konnte keine Geheimnisse verraten.
Als die Polizei Urbanski ein Video zeigt, in dem der Innenminister die Ermordung mehrerer Häftlinge zugibt, lässt die Terroristin drei Geiseln frei. Der schwer verletzte Nippert muss jedoch im Kinosaal verbleiben. Dieser hatte Bootz heimlich verraten, dass die Anwältin der Häftlinge der Kopf der rechtsextremen Gruppe ist.
Lannert überzeugt Loman Krewitz, Urbanski zu erzählen, dass Jung von seinen eigenen Leuten umgebracht wurde. Doch Urbanski will dies nicht glauben und verlangt, dass das Video an die Mail-Adresse der Anwältin geschickt wird. Lannert lässt ein unverfängliches Video verschicken. Als es Bootz gelingt, der Geiselnehmerin die Pistole zu entreißen, stürmen das SEK und Lannert das Kino, befreien die Geiseln und verhaften Urbanski.

## Hintergrund
Der Film wurde vom 23. April 2024 bis zum 29. Mai 2024 in Stuttgart, Karlsruhe und Baden-Baden gedreht.

## Rezeption

### Kritiken
„‚Verblendung‘ ist ein Politthriller, der Realität und Verschwörung verdreht. Aber es geht auch um Gruppendynamiken in einem antidemokratischen System. Das ist genauso spannend wie herausfordernd. Beklemmung inklusive. Man kriegt nicht immer das, was man will. Aber einen herausragend guten Tatort, den gibt es manchmal eben doch.“

„Alle Filmgewerke werden hier für sich wichtig genommen und ziehen an einem Strang. Was den ‚Tatort: Verblendung‘ überaus sehenswert macht, ist dieses Zusammenspiel. Der Fernsehfilm ist ein typischer ‚Tatort‘ mit Thrillerdramaturgie, andererseits ein demokratisches Gleichnis. Lannert und Bootz, von Müller und Klare wie gewohnt überaus glaubhaft gespielt, sind weder Autoren-Kopfgeburten noch staatstragende Organe mit Worthülsetexten.“

### Einschaltquoten
Die Erstausstrahlung von Verblendung am 19. Januar 2025 wurde in Deutschland von 9,2 Millionen Zuschauern gesehen und erreichte einen Marktanteil von 32,9 % für Das Erste.